# كريستل لي
كريستل لي (بالإنجليزية: Christel Lee)‏ هي عازفة كمان أمريكية، ولدت في أكتوبر 1990 في بلومنغتون في الولايات المتحدة.

## وصلات خارجية
- الموقع الرسمي